# Championnat de Nouvelle-Calédonie de football 2007-2008
Navigation
Édition précédente Édition suivante
La saison 2007-2008 du Championnat de Nouvelle-Calédonie de football est la douzième édition du championnat de première division en Nouvelle-Calédonie. Les trois meilleurs clubs de Grande Terre et le champion des îles Loyauté s’affrontent au sein d’une poule unique pour déterminer le champion national.
C'est l'AS Magenta qui remporte la compétition cette saison après avoir terminé en tête du classement final, avec deux points d'avance sur l’AS Mont-Dore et trois sur l’AS Kirikitr. C'est le quatrième titre de champion de Nouvelle-Calédonie de l'histoire du club.

## Compétition
Les classements sont basés sur le barème de points suivant : victoire à 4 points, match nul à 2, défaite à 1.

### Super Liguede Grande Terre
| Rang | Équipe             | Pts | J  | G  | N | P  | Bp | Bc | Diff |
| ---- | ------------------ | --- | -- | -- | - | -- | -- | -- | ---- |
| 1    | AS Magenta -3      | 46  | 14 | 11 | 2 | 1  | 55 | 20 | +35  |
| 2    | JS BacoT           | 45  | 14 | 9  | 4 | 1  | 34 | 19 | +15  |
| 3    | AS Mont-Dore       | 39  | 14 | 8  | 1 | 5  | 30 | 27 | +3   |
| 4    | AS Lössi -3        | 38  | 14 | 9  | 0 | 5  | 51 | 31 | +20  |
| 5    | AS Témala Ouélisse | 29  | 14 | 5  | 0 | 9  | 23 | 38 | -15  |
| 6    | AS Thio Sport      | 26  | 14 | 3  | 3 | 8  | 27 | 35 | -8   |
| 7    | ACB PoyaP          | 23  | 14 | 3  | 0 | 11 | 17 | 46 | -29  |
| 8    | Gaïtcha FCNP -3    | 19  | 14 | 2  | 2 | 10 | 21 | 42 | -21  |

|  | Qualification pour la phase finale                |
|  | Participation à la poule de relégation            |
|  | T : Tenant du titre P : Club promu en Super Ligue |

- L'AS Magenta, l'AS Lössi et le Gaïtcha FCN reçoivent trois points de pénalité pour raisons administratives.

### Phase finale
Les trois clubs qualifiés retrouvent l’AS Kirikitr, champion des îles Loyauté.
| Rang | Équipe           | Pts | J | G | N | P | Bp | Bc | Diff |  | Résultats (▼ dom., ► ext.) | Mag | M-D | Kir | Bac |
| ---- | ---------------- | --- | - | - | - | - | -- | -- | ---- |  | -------------------------- | --- | --- | --- | --- |
| 1    | AS Magenta       | 19  | 6 | 4 | 1 | 1 | 18 | 4  | +14  |  | AS Magenta                 |     | 4-1 | 2-2 | 5-0 |
| 2    | AS Mont-DoreC -1 | 17  | 6 | 4 | 0 | 2 | 12 | 8  | +4   |  | AS Mont-DoreC -1           | 1-0 |     | 1-1 | 4-1 |
| 3    | AS Kirikitr      | 16  | 6 | 3 | 1 | 2 | 11 | 11 | 0    |  | AS Kirikitr                | 0-3 | 2-3 |     | 3-2 |
| 4    | JS BacoT         | 6   | 6 | 0 | 0 | 6 | 3  | 21 | -18  |  | JS BacoT                   | 0-4 | 0-2 | 0-3 |     |

|  | Champion de Nouvelle-Calédonie 2007-2008                            |
|  | T : Tenant du titre C : Vainqueur de la Coupe de Nouvelle-Calédonie |

- L'AS Mont-Dore reçoit une pénalité d'un point après avoir aligné un joueur suspendu lors de la rencontre face à l'AS Kirikitr.

### Poule de relégation
Les cinq équipes de Grande Terre s’affrontent une nouvelle fois pour déterminer les deux clubs relégués. Ils conservent leurs points de la Super Ligue, moins le total du dernier (soit 19 points).
| Rang | Équipe             | Pts | J | G | N | P | Bp | Bc | Diff |  | Résultats (▼ dom., ► ext.) | Lös | Thi | Tém | Poy | Gaï |
| ---- | ------------------ | --- | - | - | - | - | -- | -- | ---- |  | -------------------------- | --- | --- | --- | --- | --- |
| 1    | AS Lössi           | 29  | 4 | 2 | 0 | 2 | 7  | 8  | -1   |  | AS Lössi                   |     | 0-3 | 4-2 | 1-2 | 2-1 |
| 2    | AS Thio Sport      | 20  | 4 | 3 | 0 | 1 | 9  | 4  | +5   |  | AS Thio Sport              |     |     | 3-2 | 0-2 | 3-0 |
| 3    | AS Témala Ouélisse | 18  | 4 | 1 | 1 | 2 | 9  | 9  | 0    |  | AS Témala Ouélisse         |     |     |     | 2-2 | 3-0 |
| 4    | ACB Poya           | 18  | 4 | 3 | 1 | 0 | 9  | 3  | +6   |  | ACB Poya                   |     |     |     |     | 3-0 |
| 5    | Gaïtcha FCN        | 4   | 4 | 0 | 0 | 4 | 1  | 11 | -10  |  | Gaïtcha FCN                |     |     |     |     |     |

|  | Relégation en deuxième division |

## Bilan de la saison
| Championnat de Nouvelle-Calédonie de football 2007-2008 |                       |
| Champion                                                | AS Magenta (4e titre) |
| Coupes et trophées                                      |                       |
| Vainqueur de la Coupe de Nouvelle-Calédonie 2007-2008   | AS Mont-Dore          |
| Qualifications continentales                            |                       |
| Ligue des champions de l'OFC 2008-2009                  | Aucun                 |
| Promotions et relégations                               |                       |
| Promus en Super Ligue                                   | Hienghène Sports      |
| Promus en Super Ligue                                   | Mouli Sport           |
| Relégués en Promotion d'Honneur                         | Gaïtcha FCN           |
| Relégués en Promotion d'Honneur                         | ACB Poya              |